# Roger Mas
Roger Mas i Solé (Solsona, Lérida, 1975) es un cantautor español en lengua catalana.

## Biografía
Inició los estudios de instrumento (saxo y clarinete) a los 5 años de la mano de su abuelo. A los 12 años comenzó su actividad artística como clarinetista y saxofonista. A partir de 1994 investiga las diversas expresiones musicales del mundo con el maestro Luis Paniagua.
El Premio Exit de Catalunya Radio, que recibió en 1996, presenta el punto de partida de su carrera como cantautor. Desde ese momento, nueve discos, varios premios por cada nuevo trabajo y el amplio reconocimiento de la crítica lo convirtieron en la nueva figura de la ‘cançó’.
Su música está inspirada en tres pilares: las músicas modernas, las tradicionales y los sonidos ancestrales del mundo. En sus letras mezcla el lenguaje de la calle y la lengua literaria, sin olvidar las formas de hablar antiguas que se están perdiendo.
Mingus B. Formentor, de La Vanguardia,[cita requerida] le considera la voz más bonita que ha dado hasta hoy la canción catalana y ha actuado en países como Francia, Cuba, Italia, Uruguay, Serbia, Estados Unidos o Brasil.

## Discografía
- Les Flors del Somni (1997)
- Casafont (1999)
- Roger Mas & Les Flors en el camí de les serps i els llangardaixos blaus cap a la casa de vidre de la Senyora dels Guants Vermells (2001)
- dp (2003)
- Mística domèstica (2005)
- Les cançons tel·lúriques (2008)
- A la casa d'enlloc (2010)
- Roger Mas i la Cobla Sant Jordi - Ciutat de Barcelona (2012)
- Irredempt (2015)
- Parnàs (2018)